# アイアンマッスル
- アイアン・マッスルは、園田光慶（ありかわ栄一）の貸本劇画。1965年。
- アイアンマッスルは、永井豪の漫画。1983年。本項で解説。

『アイアンマッスル』は、永井豪とダイナミックプロによる巨大ロボットを題材とする日本の漫画。『週刊少年マガジン』（講談社）において、1983年2月2日号から同年11月30日号まで連載された。

## あらすじ
プロレスラーのように身体を鍛えた「グラップラー」が、自身の動きをトレースし動く人型ロボット「グラップルマシン」の内部に乗り込み、そのロボット同士が動けなくなるまで格闘する近未来格闘技「ハイパーグラップル」。
主人公・鋼光一は、激しい訓練を受けグラップラーとして成長。父を倒した偉大なるチャンピオン・オーディンとの対戦権を得るため、太平洋トーナメントシップに参加し世界各国の強豪と壮絶な戦いを繰り広げる。

## 主な登場人物
鋼光一（はがね こういち）
この物語の主人公。父を倒したオーディーンを超えるグラップラーを目指している。目の前で父が倒された時からグラップラーとなることを心に決め練習に励んだ。デビュー戦ではザ・サタンを倒し、続くハワイで行われた「太平洋トーナメントシップ」へも日本代表の一人として参戦、オーディーンへの挑戦権を得るため戦い抜く。
鋼勇次郎（はがね ゆうじろう）
光一の父。実力のあるグラップラーだったが、世界最強のグラップラー・オーディーンに勝つべく、キングアイアンとのシンクロ率を高くしたためインバージョン・シンドロームが発生した。その結果、オーディン・ザ・グレートがキングアイアンの首をへし折った時に瀕死の重傷を負ってしまう。その後、サイボーグとして蘇生され、アイアンマッスルの開発に携わっていたが、実はその正体はアンドロイドであり、瀕死の重傷どころか事故の時点で死亡していた。光一は、幼い頃アンドロイドの父がマスクを外す所を見てしまっており、そのことには気づいていた。
炎桜子（ほのお さくらこ）
太平洋トーナメントシップに参加するためハワイへやってきた女性グラップラー。初対面時、光一は暑さのためか、向かいから砂浜をランニングしてきた桜子が裸に見えてしまい、赤面して直視できなかった（実際は面積の少ない水着を着ていた）。その次には水着を着るのを忘れてランニングしていたため、実際に裸であったが、光一は自分の疲れのためだと思っている。
デビッド・エルマン
ザ・ルシフェル（ザ・サタンに外装を被せて外見を偽装したもの）に搭乗するグラップラー。オーディーンの弟子でもある。容赦のない試合ぶりで知られる実力派のグラップラー。その美しい風貌とは裏腹にラフなファイトで光一を過剰に痛めつけたことから、「師であるオーディーンの名を汚す者」と光一に面罵されたことで怒りを爆発させ、光一に殺意に等しいほどの敵意を向けてくる。
ウィルヘルム・オーディーン
58戦無敗を誇る世界チャンピオン。光一にとっては父の敵である以上に、目標とするグラップラーでもある。

## 主なグラップルマシン
アイアンマッスル
鋼光一のために開発されたマシンで、キングアイアンをベースに開発されている。その開発は人知れぬ山中で行われており、厚さ50センチの鋼鉄で覆われた研究所でひそかに進められた。試験運用中に強姦未遂の現場に出くわしてしまったため、犯人達を通じてライバル企業に存在を知られてしまう。その企業が破壊目的で放った軍事ロボットの襲撃を受けるも、鋼勇次郎が乗り込んで、それらを撃退し事なきを得ている。デビュー戦は、対ザ・サタン戦。成長する「鋼の筋肉」で覆われており、エイリアン・ゾバダ戦ではコクピットガラスを破られピンチに陥った際、ボディ全体が一回り大きくなったうえ、頭部の装飾部が変形する2段変形マシンであることが判明した。
キングアイアン
鋼勇次郎のために開発されたマシンで、アイアンマッスルのプロトタイプともいえる。対オーディン戦で、首を落とされた。
ファイアービューナス
炎桜子のために開発されたマシンで、太平洋トーナメントシップで初登場。対マッド・ガイアス戦で粉々に破壊され、桜子も重傷を負わされた。女性型でありコクピットは左胸部にある。
ザ・サタン
元々はオーディン・ザ・グレートと同時に造られ、完成した兄弟機。
しかし、王者の道を駆けるオーディンとは正反対に強すぎた（＝機体そのものの出力とパワーがオーディンを上回っていた）ため、悲劇の道を歩まされることになる。その強すぎる力はデビュー戦で対戦相手を背後からのパンチ一発でコクピットをグラップラーごと打ち抜いてグラップラーを死亡させ、以後の対戦相手を確実に死または廃人、いずれかの道へと辿らせる悲劇をもたらす、いわく付きのマシンとして悪名を轟かせてしまう。
更に過去に所有した2人のグラップラーが自殺や怪死を遂げており、グラップラー達から「悪魔のマシン」と呼ばれ、その名を聞いただけで乗るのを拒むほどに忌み嫌われていたが、3代目となる新たなグラップラー、デビッド・エルマンを得たことで真の力を発揮していく（デビッド曰く「マシンを超えたマシン」「大いなる力を秘めた超マシン」）。
デビルマンもかくやと言わんばかりに悪魔の翼と尻尾を展開して飛翔したり、搭乗者の心象に呼応した幻覚でアイアンマッスルを惑わし、妨害電波で光一と勇次郎達との通信を遮断するなど、他のグラップルマシンには無い精神に作用する機能も備えている。アイアンマッスルに頭を破壊された直後に搭乗者であるエルマンの意志に反して暴走し、ポセイドンパレスから出たところで警官隊の攻撃でコクピットガラスを壊され、警官がすかさず発砲した事でデビッドは射殺されたが彼の意思が同調し、頭部に角を付加したデビッドの頭が現れ、尚も動き続けた。最後はアイアンマッスルに倒される。
ザ・ルシフェル
前述のザ・サタンに外装を追加し、偽装した形態。アイアンマッスルのデビュー戦でザ・サタンとしての正体を現す。
ゴッドゴーレム
ザ・サタンのグラップラー・エルマンの親友だった男が使用するマシン。他のグラップルマシンより巨大で、下半身はキャタピラ走行となっている。ハイテクながらスポーツであるはずのハイパーグラップル用途としてではなく、実は軍用として開発されており、ミサイルなども内蔵した殺傷兵器となっている。
ザ・サタンを倒し、搭乗者のエルマンの死ぬ遠因となったアイアンマッスルを逆恨みし、太平洋トーナメントシップに参加。アイアンマッスルとは決勝まで対戦できない組み合わせであったが、自身の準決勝戦前にアイアンマッスルを強奪し光一をおびき寄せ、火山地帯で光一に戦いを挑む。ところがゴーレムは火山の中に落ちかけ、アイアンマッスルが食い止めようとしたものの、ザ・サタンの亡霊に引きずり込まれ火口に消えることとなった。
エイリアン・ゾバダ
太平洋トーナメントシップに参加するためにハワイにやってきた、映画のエイリアンさながらの容姿を持ったマシンで、グラップラー自身も事故で顔面は傷だらけである。口部から二重あごが飛び出し、相手のコクピットを破壊しグラップラーを引きずり出すことを得意とする。アイアンマッスルは、このマシンとの戦いで2段階変形を果たした。
スコーピオン・バドー
太平洋トーナメントシップに参加したマシン。頭部がサソリ型となっており、相手マシンの頭部をサソリの尻尾がつかみ首部が伸びることにより、相手の首を切断する。
マンモスマシン・ドノバ
マンモス型をしている超大型グラップルマシン。太平洋トーナメントシップ参加マシンで最大、最重量であったが、ゴッドゴーレムと対戦して敗れる。
ジェットタイガーオルゴン
太平洋トーナメントシップに参加したマシン。腕部からジェット噴射を行い加速をつけたラリアットが必殺技で、アイアンマッスルと対戦した。
マッド・ガイアス
太平洋トーナメントシップに参加したマシンで、優勝候補の筆頭。背部に背負った棘付きの外装で全身を包み巨大な棘付き鉄球と化し、グラップラー自身の持つ念力で高速飛行、高速回転し相手を破壊する。ファイアービューナスはこれにより粉々に破壊された。準決勝戦ではゴッドゴーレムと対戦予定であったが上述のようにゴッドゴーレムが出場できなくなったため不戦勝。決勝戦でアイアンマッスルと対戦することになる。
得意の高速回転でアイアンマッスルを渦の中に巻き込むことに成功するも、脱力し流れに身を任せたアイアンマッスルは破壊されることなく渦を乗り切った。高速回転を解いたところでアイアンマッスルに組み付かれ、敗北する。
ボロボット・ボボット
太平洋トーナメントシップに日本代表の一台として無理やり参加。同作者のマジンガーZに登場するボスボロットに見た目も役回りも同じ。途中で怖気づいて罰金覚悟で逃亡。より危険度が少ない2流どころが出場する大会に参加していた。
オーディン・ザ・グレート
現時点で世界最強のグラップルマシン。前述のザ・サタンとは兄弟機。

## 用語
グラップルマシン
基本的に人間型をしており、その姿も基本的には乗り込むグラップラーに似せて作られているが、ゴッドゴーレムやマンモスマシン・ドノバのような非人間型も少数ながら存在する。
グラップラー自身にスポンサーがつき、そのスポンサーである企業が製造・開発を行なっている。これは現実世界でのF1に近いシステムと言える。
インバージョン・シンドローム
グラップラーとグラップルマシンのシンクロ率が高ければ高いほどグラップルマシンはグラップラーの動きを正確に再現する。ところがそれは危険と表裏一体であり、逆に言えば受けた衝撃もシンクロ率が高いほど、乗り込んでいるグラップラーへ確実に跳ね返ってくる。これを「インバージョン・シンドローム」と言う。鋼勇次郎は、オーディンに勝ちたいが為にスポンサーからの制止を撥ね退け、通常以上にシンクロ率を高めた。その結果、キングアイアンの首が落とされた衝撃は完璧なまでに勇次郎に伝わり、「生身の人間」としての彼の死を招く事となった。
また、ザ・サタンと対戦したグラップラーにもこれによって廃人になった者がいる（セリフのみで語られているのみ）が、これはザ・サタンのパワーがあまりにも強すぎたことによって起こったものであり、その強烈なダメージが相手グラップラーへダイレクトに伝わってしまったためである。

## 書誌情報
- 鈴木光（原作） / 永井豪（漫画）『アイアンマッスル』 講談社〈講談社コミックス〉、全5巻
  1. 1983年8月11日発売[1]、ISBN 978-4-06-172914-8
  2. 1983年8月12日発売[2]、ISBN 978-4-06-172915-5
  3. 1983年9月14日発売[3]、ISBN 978-4-06-172916-2
  4. 1983年11月16日発売[4]、ISBN 978-4-06-172933-9
  5. 1983年12月15日発売[5]、ISBN 978-4-06-172936-0

- 鈴木光（原作） / 永井豪（漫画）『アイアンマッスル』 講談社〈KCスペシャル〉、全3巻
  1. 1988年4月1日発売、ISBN 978-4-06-101392-6
  2. 1988年5月1日発売、ISBN 978-4-06-101393-3
  3. 1988年6月1日発売、ISBN 978-4-06-101394-0

- 鈴木光（原作） / 永井豪（漫画）『アイアンマッスル』 大都社〈スターコミックス〉、全3巻
  1. 1997年8月1日発売、ISBN 978-4-88653-093-6
  2. 1997年8月1日発売、ISBN 978-4-88653-094-3
  3. 1997年9月1日発売、ISBN 978-4-88653-095-0